# Badumna pilosa
Pour les articles homonymes, voir Amaurobius pilosus.
Espèce
Synonymes
- Amaurobius pilosus Hogg, 1900
- Badumna varia Simon, 1906

Badumna pilosa est une espèce d'araignées aranéomorphes de la famille des Desidae.

## Distribution
Cette espèce est endémique du Victoria en Australie.

## Description
La carapace du mâle holotype mesure 3,5 mm de long sur 3 mm et l'abdomen 4 mm de long sur 3 mm.

## Publication originale
- Hogg, 1900 : A contribution to our knowledge of the spiders of Victoria: including some new species and genera. Proceedings of the Royal Society of Victoria (N.S.), vol. 13, p. 68-123 (texte intégral).